# Lysimachia steyermarkii
Lysimachia steyermarkii är en viveväxtart som beskrevs av Paul Carpenter Standley. Lysimachia steyermarkii ingår i släktet lysingar, och familjen viveväxter. Inga underarter finns listade i Catalogue of Life.